# Pseudogyrtona
Pseudogyrtona is een geslacht van vlinders van de familie spinneruilen (Erebidae), uit de onderfamilie Calpinae.

## Soorten
- P. albicornea Hampson, 1926
- P. bilineata Bethune-Baker, 1906
- P. fulvana Bethune-Baker, 1908
- P. hemicyclopis Hampson, 1926
- P. hypenina Rothschild, 1916
- P. marmorea Wileman & South, 1916
- P. mesoscia Hampson, 1926
- P. modesta Moore, 1884
- P. nigrivitta Hampson, 1926
- P. octosema Hampson, 1926
- P. ochreopuncta Wileman & South, 1916
- P. perversa Walker, 1863
- P. trichocera Hampson, 1926